# Alice: Madness Returns
Alice: Madness Returns é um jogo eletrônico lançado para Microsoft Windows, PlayStation 3 e Xbox 360 no dia 14 de junho de 2011 na América do Norte, 16 de junho de 2011 na Europa, 17 de junho de 2011 no Reino Unido e em 2019 no EA Acess. É a sequência direta do jogo de 2000 para Windows e MacOS American McGee's Alice. McGee, game designer americano que projetou o jogo original, retorna com a EA  para o lançamento deste jogo em parceria com o estúdio Spicy Horse.
Em 20 de abril de 2011, a Electronic Arts confirmou relatos de que novas cópias de Alice: Madness Returns à venda para Xbox 360 e PlayStation 3 irão conter um código para efetuar um download de uma cópia do jogo original e precedente American McGee's Alice, lançado originalmente para PC em 2000, reproduzindo-o agora em seu console se comprado através da EA. Aqueles que não têm o código pode comprar o jogo através do menu principal de Madness Returns na Microsoft Points no Xbox Live na PlayStation Network. Será necessário o CD do jogo em ordem para poder acessar American McGee's Alice.

## Enredo
Ainda dentro dos eventos do primeiro jogo, American McGee's Alice, Alice começa a apresentar sintomas de demência, acreditando ser a responsável pelo incêndio que destruiu sua casa e vitimou sua família, assim fugindo para uma versão distorcida do País das Maravilhas. Enquanto estava trancafiada no Asilo Rutledge para o início do seu tratamento, Alice começa a vencer suas dúvidas até, finalmente, ser liberada do triste e sombrio lugar. Em Alice: Madness Returns, 11 anos se passaram desde a morte de seus pais e sua irmã. Ela agora reside em um orfanato na Londres da era vitoriana sob os cuidados do Dr. Angus Bumby, um psiquiatra que usa a hipnose para ajudar os pacientes e crianças a esquecerem suas memórias e traumas dolorosos. Embora ela acredite estar curada de sua loucura e catatonia (pois Alice era catatônica), as alucinações do País das Maravilhas continuavam a aparecer.
Como mencionado anteriormente, Alice, agora, é uma menina órfã que teve seus pais mortos em um incêndio quando criança. Após a tentativa de cometer suicídio cortando os pulsos, tornou-se catatônica e ficou institucionalizada no Asilo Rutledge. Anos mais tarde, o Coelho Branco convoca Alice a fazer a uma alteração radical no País das Maravilhas, sob a regra da despótica Rainha de Copas. Durante uma seção, Alice é atingida por uma forte alucinação e acredita estar no País das Maravilhas novamente. Embora inicialmente idílica, a terra pacífica rapidamente se torna corrompida pela violência do 'Trem Infernal', uma força maligna que tenta parar Alice a todo custo e deixa ruínas por onde passa. A garota então se encontra com o Gato de Cheshire, que lhe explica que é alguma força externa, e não Alice, que tem causado tamanha turbulência no País das Maravilhas, e pede ajuda para que ela vá procurar um antigo amigo e inimigo para descobrir a origem do Trem.
Durante todo o resto do jogo, o jogador testemunha períodos em que Alice retorna brevemente para a realidade entre os episódios que ocorrem dentro do País das Maravilhas. No mundo real, Alice descobre com o advogado da família que sua irmã, Elisabeth "Lizzie" Liddell, foi a primeira a morrer no incêndio, apesar de ser a mais distante do fogo, e que tinha sido trancada em seu quarto.
Dentro do País das Maravilhas corrompido, Alice vai em busca de figuras importantes do lugar, incluindo o Chapeleiro Maluco, a Falsa Tartaruga, a Morsa e o Carpinteiro, e as Lagartas. É lhe dito, durante seu percurso, que a  Rainha de Copas, apesar de sua antiga derrota nas mãos de Alice, ainda vive, mesmo que menos poderosa e influente. No castelo da Rainha, Alice descobre que ela assumiu o aparência de Lizzie. A rainha revela que uma entidade chamada de Fabricante de Bonecas é o responsável pela aparição do Trem Infernal que está corrompendo o País das Maravilhas.
No seu retorno a Londres, Alice começa a recuperar suas memórias da noite do incêndio, e nota nelas que Dr. Bumby estava lá. Ela chega à conclusão de que o psiquiatra está tentando apagar as memórias da noite do incêndio de sua mente como ele tem feito com outras crianças (tentando deixá-las como um "brinquedo em branco") para que elas sejam "usadas" por molestadores de criança por um preço a ser pago. Furiosa, Alice aborda tanto o Dr. Bumby (no mundo real, na Estação Moorgate) quanto sua contraparte no País das Maravilhas, o Fabricante de Bonecas. Em sua fantasia, o Dr. Bumby admite seu crime, e confessa até mesmo ter ateado fogo na casa de Alice depois de Lizzie ter recusado suas tentativas de aproximação, para se livrar de possíveis testemunhas. Ele continua a salientar que com a eliminação do seu País das Maravilhas, ela também irá esquecer dos acontecimentos daquela noite, enquanto ele continuará a ser visto como um bom membro da alta classe da sociedade inglesa. Alice então luta e derrota o Fabricante da Bonecas no País das Maravilhas, dando-lhe a força necessária, no mundo real, para empurrar o Dr. Bumby nos trilhos de um trem. Quando Alice sai da estação, ela se encontra em uma visão híbrida de Londres misturada com o País das Maravilhas. Alice passeia pelo terreno desconhecido da recém chamada "Londerland" enquanto escuta os monólogos do Gato Cheshire, na qual afirma que as memórias de Alice, apesar de danificadas, estão seguras... Por enquanto.